# 펌프 잇 업 3rd O.B.G. Dance Floor
펌프 잇 업 3rd O.B.G. Dance Floor는 펌프 잇 업의 세 번째 버전으로, Oldies But Goodies라는 부제에 따라서 90년대의 한국가요를 많이 수록한 버전이다. 오리지널곡들도 대부분 90년대 스타일풍으로 만들어져 있다. 구곡의 대량 칼질이 이루어져 생존된 구곡은 '또다른 진심'과 '엑스트라바간자', 그리고 '2nd 히든 리믹스'도 있었다. 그렇지만 그나마 남아있는 그 세개도 2nd때와는 채보가 완전히 달라졌기 때문에 그냥 신곡으로 분류해놓는 경우가 태반. 특히나 또다른 진심은 BGA까지 교체된지라 그런 느낌을 더 받는다. 나머지는 21곡의 신곡과 6곡의 새로운 리믹스가 차지. 1st의 '펑키 투나잇'과 함께 퍼포곡의 대표인 '경고', '우리는'이 이때 나왔고, 반야 곡들 중에서도 개념 보컬곡들이 꽤 많이 나왔다. 이 작품에서부터 '터키 행진곡'으로 시작되는 반야 클래식 리믹스도 이 시리즈부터 첫 선을 보였다. 논스톱 리믹스에도 전용 BGA가 추가되기 시작되었지만 덕분에 구곡이라 BGA가 없던 2nd 히든 리믹스도 새롭게 BGA가 만들어졌다. 시리즈 최초로 크레이지 모드가 도입이 되었으며 하드 3스테이지 이후(3.03에서는 3스테이지 곡 중 터키 행진곡과 파이널 오디션 2/태동에만 대응, 3.04에서 나머지 두 곡도 대응되게 변경) 또는 논스톱 리믹스 2스테이지(싱글상태)에서 커맨드를 걸어주면 난이도가 상승하는 크레이지 모드(狂; Steppers Step)로 패턴이 바뀌게 된다. 논스톱 리믹스에서 더블커맨드를 걸면 2스테이지에 일반 더블곡이 나온다. 이 상태에서 다시 더블커맨드를 걸면 리믹스 더블로 다시 돌아오지만, 절대로 나와서는 안되는 3스테이지가 나온다. 이상태에서 또 리믹스 더블 커맨드를 걸면 게임이 멈춘다. 커맨드를 걸지 않고 플레이시 보너스 스테이지 출현 조건을 만족했다면 보너스까지 플레이 가능. 엑스트라에서 리믹스 더블 3판이 되기 전까지 역대 펌프 시리즈 중 최장 플레이 시간을 자랑한다. 올송 커맨드의 경우 커맨드 상의 문제로 1P쪽에서만 플레이할 경우 커맨드 입력 도중에 하드 모드로 들어가버리며, 반드시 2P나 1P와 2P 동시에 할 경우에 입력해야 한다. 게다가 올송 모드에서 1스테이지 종료 후 결과 화면이 루프되어 게임 진행이 되지 않는다.

## 대표 곡
파이널 오디션 2, 태동, 터키 행진곡, 프리 스타일, 미드나잇 블루, 그녀는 피자를 좋아해, 펌핑 업, 경고, 우리는

## 플레이 가능 모드
- 이지
- 하드(파이널 스테이지부터 히든커맨드를 검으로서 크레이지 패턴 출현)
- 더블(2인플레이시 배틀로 바뀐다.)
- 리믹스(현행 리믹스의 난이도로 치면 하드와 프리스타일만 존재)
- 1P ↙↖□↗↘ : zqsec, 2P ↙↖□↗↘ : 17593으로 가정 시
- 올송 모드 : 모드 셀렉트 화면에서 c z q e 7 9 3 1 e 7
- 크레이지 모드 : 하드모드의 파이널, 보너스 스테이지에서 c 7 3 z e 1 9 c 7 입력
- 리믹스 더블 : 리믹스 모드 선곡화면에서 3 7 e z q c 1 9 1 e

## 곡 목록
| 아티스트 | 노래                 | 이지 | 하드 | 더블 | 크레이지 |
| -------- | -------------------- | ---- | ---- | ---- | -------- |
| 노바소닉 | 또다른 진심          | O    | O    | O    | X        |
| 반야     | 엑스트라바간자       | X    | O    | O    | ?        |
| 반야     | 파이널 오디션 2      | X    | O    | O    | ?        |
| 반야     | 태동                 | X    | O    | O    | ?        |
| 반야     | 터키 행진곡          | X    | O    | O    | ?        |
| 반야     | 님과 함께            | O    | X    | X    | X        |
| 반야     | 서울 구경            | X    | O    | X    | ?        |
| 반야     | 악몽                 | O    | O    | O    | X        |
| 반야     | 눈을 감아            | O    | O    | O    | X        |
| 반야     | 프리 스타일          | O    | X    | O    | X        |
| 반야     | 미드나잇 블루        | X    | O    | O    | X        |
| 반야     | 그녀는 피자를 좋아해 | X    | O    | O    | ?        |
| 반야     | 펌핑 업              | X    | O    | X    | X        |
| 타샤니   | 경고                 | O    | X    | O    | X        |
| 유승준   | 연가                 | O    | O    | O    | X        |
| G.O.D.   | 애수                 | O    | X    | O    | X        |
| 이주노   | 투 더 탑             | O    | O    | X    | X        |
| 김현정   | 그녀와의 이별        | X    | O    | O    | ?        |
| U.P.     | 뿌요뿌요             | O    | X    | O    | X        |
| 듀스     | 우리는               | X    | O    | O    | X        |
| 소찬휘   | 헤어지는 기회        | O    | O    | X    | ?        |
| 지누션   | 말해줘               | X    | O    | X    | X        |
| DJ DOC   | 미녀와 야수          | O    | X    | O    | X        |
| 아티스트 | 노래                 | 이지 | 하드 | 더블 | 크레이지 |

## 리믹스 곡 목록
| 아티스트         | 노래                   | 싱글 | 더블 | 크레이지 | 수록곡                                  |
| ---------------- | ---------------------- | ---- | ---- | -------- | --------------------------------------- |
| 클론/젝스키스    | 2nd 히든 리믹스        | O    | O    | O        | 돌아와 펑키 투나잇 로드 파이터          |
| 핑클/샾/한스밴드 | 3rd O.B.G. 디바 리믹스 | O    | O    | X        | 영원한 사랑 텔미 텔미 호기심            |
| 박미경           | 박미경 리믹스          | O    | O    | X        | 이브의 경고 이유같지 않은 이유          |
| 반야             | 반야 힙합 리믹스       | O    | O    | X        | 싫어 프리 스타일 미드나잇 블루          |
| 박진영           | 박진영 리믹스          | O    | O    | X        | 그녀는 예뻤다 키스 미                   |
| 노바소닉         | “노바소닉 리믹스”      | O    | O    | X        | 또다른 진심 증오                        |
| 반야             | “반야 하드 믹스”       | O    | O    | O        | 이그니션 스타츠 힙노시스 엑스트라바간자 |
| 아티스트         | 노래                   | 싱글 | 더블 | 크레이지 | 수록곡                                  |

## 스테이지 별 출현곡
- Easy
  - 1 Stage - 경고, 악몽, 눈을 감아, 프리스타일
  - 2 Stage - 애수, 연가, 투 더 탑, 뿌요뿌요
  - 3 Stage - 미녀와 야수, 님과 함께, 또다른 진심, 헤어지는 기회

- Hard
  - 1 Stage - 눈을 감아, 악몽, 연가, 미드나잇 블루
  - 2 Stage - 말해줘, 펌핑 업, 우리는, 투 더 탑
  - 3 Stage - 또다른 진심, 헤어지는 기회, 그녀와의 이별, 파이널 오디션 2/태동[1]
  - Bonus Stage - 터키 행진곡, 서울구경, 엑스트라바간자, 그녀는 피자를 좋아해

- Double
  - 1 Stage - 프리스타일, 악몽, 경고, 뿌요뿌요
  - 2 Stage - 미드나잇 블루, 눈을 감아, 연가, 우리는
  - 3 Stage - 또다른 진심, 그녀와의 이별, 파이널 오디션 2/태동[2], 엑스트라바간자
  - Bonus Stage - 애수, 미녀와 야수, 터키 행진곡, 그녀는 피자를 좋아해

- Nonstop Remix
  - 1 Stage - 3rd O.B.G. 디바 리믹스, 박미경 리믹스, 반야 힙합 리믹스, 박진영 리믹스
  - 2 Stage - 박진영 리믹스[3], 노바소닉 리믹스, 2nd 히든 리믹스, 반야 하드 믹스

| 펌프 잇 업 시리즈          | 펌프 잇 업 시리즈 | 펌프 잇 업 시리즈                 | 펌프 잇 업 시리즈 | 펌프 잇 업 시리즈                      |
| -------------------------- | ----------------- | --------------------------------- | ----------------- | -------------------------------------- |
| 펌프 잇 업 2nd Dance Floor | <-                | 펌프 잇 업 3rd O.B.G. Dance Floor | ->                | 펌프 잇 업 3rd O.B.G. Season Evolution |